# Palhers
Palhers är en kommun i departementet Lozère i regionen Occitanien i södra Frankrike. Kommunen ligger i kantonen Marvejols som tillhör arrondissementet Mende. År 2022 hade Palhers 192 invånare.

## Befolkningsutveckling
Antalet invånare i kommunen Palhers
| Referens: INSEE |